# Himno del Cuerpo de Ingenieros del Ejército Español
El Arma de Ingenieros de los Reales Ejércitos de España se creó el 17 de abril de 1711. El Rey Felipe V aprobó en Real Decreto, expedido en Zaragoza, el proyecto presentado por Jorge Próspero de Verboom, quedando constituido el Cuerpo de Ingenieros, siendo esta la considerada como la de antigüedad del Cuerpo.

## Letra del Himno
Soldados valerosos
del Arma de Ingenieros.
Cantemos a la Patria
con recia fe y amor
¡¡Arriba nuestro lema
Lealtad y valor!!
El Santo Rey Fernando
nos guía y nos protege
Castillo, con trofeos
de roble y de laurel
nos da su fuerza y gloria
triunfaremos con él.
Con fortaleza, lealtad y ¡¡¡valor!!!,
Gloria a España, al Ejército y al Arma.
Los Ingenieros, daremos con ardor.
Preparando el terreno,
dando paso y enlace,
o asaltando la brecha,
disciplina y unión:
con ingenio y destreza
cumplamos la misión
En paz, guerra, día o noche 
trabajemos tenaces
y empuñemos las armas
superando al mejor
abnegados, valientes,
por tradición y honor.
Con fortaleza, lealtad y valor
Gloria a España, al Ejército y al Arma
los Ingenieros, daremos con ardor.